# Zofia Kowalczyk (gimnastyczka)
Zofia Kowalczyk (ur. 30 kwietnia 1929 w Krakowie, zm. 19 lipca 2025) – gimnastyczka, sędzia, olimpijka z Helsinek 1952.

## Życiorys
Zawodniczka (1946-1952) krakowskich klubów: Ogniwa i Wawelu. Wychowanka Janiny Skirlińskiej. Mistrzyni Polski w ćwiczeniach na równoważni w 1949 r. Uczestniczka mistrzostw świata w 1950 r., gdzie zajęła w wieloboju 5. miejsce drużynowo i 11 indywidualnie.
Na igrzyskach olimpijskich w 1952 r. zajęła:
- 8. miejsce w wieloboju drużynowym
- 14. miejsce w drużynowych ćwiczeniach z przyrządem
- 51. miejsce w ćwiczeniach wolnych
- 56. miejsce w ćwiczeniach na równoważni
- 67. miejsce w wieloboju indywidualnym
- 78. miejsce w ćwiczeniach na poręczach
- 93. miejsce w skoku przez konia